# Obwód rostowski
Obwód rostowski (ros. Ростовская область) – jednostka administracyjna Federacji Rosyjskiej.

## Geografia
Obwód położony w południowo-zachodniej Rosji na granicy z Ukrainą. Na wschodzie graniczy z obwodem wołgogradzkim, na północy z obwodem woroneskim, na południu z Krajem Krasnodarskim, Stawropolskim i Kałmucją.
Przez terytorium obwodu przepływa jedna z największych rzek Europy – Don (długość 2 tys. km). Tutaj znajduje się Zbiornik Cymlański (pojemność 24 mld m³). Główne dopływy Donu Doniec i Manycz są rzekami żeglownymi. Jeziora stanowią jedynie 0,4% liczącej 100 800 km² powierzchni obwodu.

### Strefa czasowa
Obwód należy do moskiewskiej strefy czasowej (MSK): do 25 października 2014 UTC+04:00 przez cały rok, od 26 października 2014 UTC+03:00 przez cały rok. Jeszcze wcześniej, przed 27 marca 2011 roku, obowiązywał czas standardowy (zimowy) strefy UTC+03:00, a czas letni – UTC+04:00.

## Demografia
Skład narodowościowy obwodu w 2010 roku według rosyjskiego spisu:

1. Rosjanie: 3 795 607 (88,72%)
2. Ormianie: 110 727 (2,59%)
3. Ukraińcy: 77 802 (1,82%)
4. Turcy: 35 902 (0,84%)
5. Azerowie: 17 961 (0,42%)
6. Romowie: 16 657 (0,39%)
7. Białorusini: 16 493 (0,39%)
8. Tatarzy: 13 948 (0,33%)
9. Koreańczycy: 11 597 (0,27%)
10. Czeczeni: 11 449 (0,27%)
11. Dargijczycy: 8 304 (0,19%)
12. Gruzini: 8 296 (0,19%)

W 2010 kraj zamieszkiwało 1074 Polaków. Stanowili 0,03% populacji.

## Tablice rejestracyjne
Tablice pojazdów zarejestrowanych w obwodzie rostowskim mają oznaczenie 61 lub 161 w prawym górnym rogu nad flagą Rosji i literami RUS.

## Pozostałe informacje

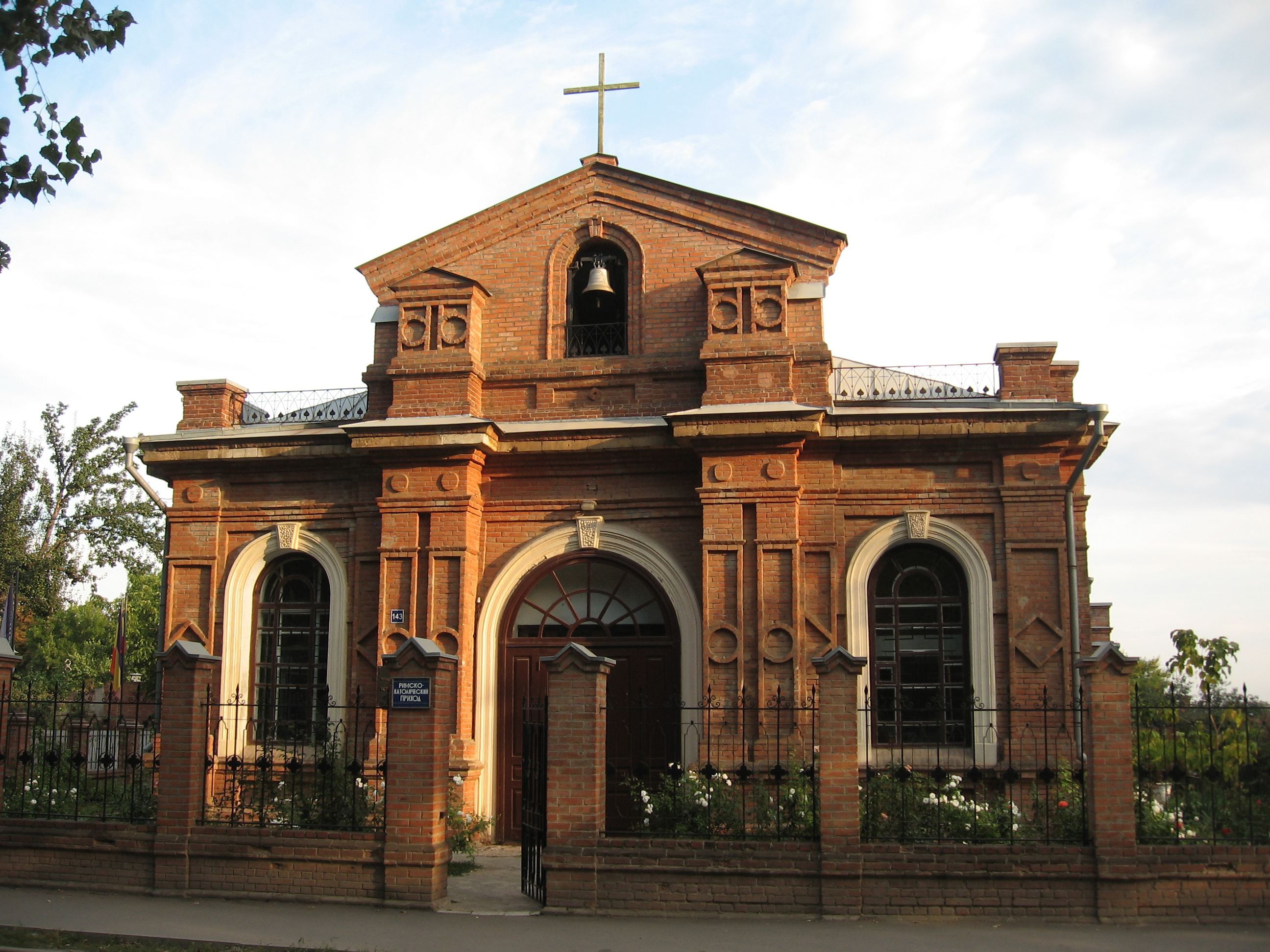
Kościół Wniebowzięcia NMP w Nowoczerkasku

- W przeszłości różnych części dzisiejszego obwodu rostowskiego sięgało władztwo greckie (starożytne Królestwo Bosporańskie) i starobułgarskie (wczesnośredniowieczna Wielka Bułgaria).
- Na terenie obwodu znajdują się pozostałości starożytnego greckiego miasta Tanais.
- Istniały tu greckie cerkwie Zwiastowania w Rostowie nad Donem i św. Konstantyna i św. Heleny w Taganrogu oraz grecki monaster w Taganrogu, zamknięte i zburzone przez władze sowieckie.
- Obwód został utworzony w 1937 r.